# Respeecher
Respeecher — українська компанія, заснована 2018 року в Києві, що спеціалізується на нейромережевій технології конвертації голосу для клонування та синтезу людських голосів. Рішення Respeecher застосовують у кіновиробництві, ігровій індустрії та аудіомедіа для відтворення реалістичних голосів без студійних зйомок.

## Історія
Respeecher заснували 2018 року Дмитро Бєлєцов, Олександр Сердюк і Грант Рібер. У 2019 році стартап пройшов відбір в акселератор Techstars та отримав інвестиції в розмірі $120 000. На початку 2020 року компанія закрила раунд на $1,5 млн під керівництвом фонду ffVC за участі ICU Ventures та Acrobator Ventures.
У 2020 році Respeecher відтворив голос Річарда Ніксона для короткометражки In Event of Moon Disaster, яка отримала премію «Еммі» в категорії «Видатні інтерактивні медіа».
У червні 2023 року компанія запустила голосовий маркетплейс Respeecher AI Voice Marketplace на платформі Product Hunt для розробників, кінематографістів, акторів дубляжу та інших творців контенту.
У грудні 2023 року Respeecher згенерував для застосунку Calm голос Джиммі Стюарта з фільму «It's a Wonderful Life» та залучив $1 млн інвестицій для масштабування.
У 2024—2025 роках Respeecher співпрацював із голлівудськими студіями, зберігаючи штаб-квартиру в Києві. У 2025 році компанія увійшла до списку «100 найперспективніших стартапів світу» за версією Всесвітній економічний форум.

## Технологія
Respeecher використовує нейромережеву технологію конвертації голосу (англ. «voice conversion»), що складається з трьох етапів: аналізу близько години референс‑аудіо для виділення спектрально‑інтонаційних характеристик, побудови голосового профілю та накладення його на запис дублера. Технологія застосовується в таких сферах:
- Архівно-історичні проєкти — відтворення голосів з архівних матеріалів для документальних і художніх фільмів (наприклад, голос із «It's a Wonderful Life» для Calm)[9].
- Локалізація та дубляж — адаптація фільмів і серіалів зі збереженням оригінального тембру та інтонацій[6]
- Ігрова індустрія — створення реалістичних голосів персонажів у відеоіграх (Cyberpunk 2077: Ілюзія свободи, God of War: Ragnarök)[10].
- Аудіокниги та медіа — озвучення пісень і довготривалих форматів, що потребують збереження тембру та інтонацій[2].
- Персоналізовані голосові сервіси — розробка індивідуальних голосових моделей для віртуальних помічників, реклами та маркетингових кампаній[3].

## Основні проєкти
- 2020 — синтез голосу молодого Люка Скайвокера для серіалу Мандалорець (The Mandalorian)[11].
- 2021 — реконструкція голосу Вінса Ломбарді для рекламного ролика Super Bowl[12].
- 2021 — відтворення архівного голосу Річарда Ніксона в короткометражці In Event of Moon Disaster[2].
- 2022 — відтворення голосу Дарта Вейдера (Джеймс Ерл Джонс) для серіалу Obi‑Wan Kenobi[13].
- 2022 — згадка Respeecher у титрах AAA‑гри God of War: Ragnarök як одного з творців голосів персонажів[14].
- 2023 — відтворення польського голосу Віктора Вектор у доповненні Cyberpunk 2077: Ілюзія свободи[15].

## Безпека та етика
Respeecher дотримується політики «ethics‑first», що передбачає отримання письмової згоди власників голосів та прозорий моніторинг використання технології. У грудні 2023 року компанія уклала партнерство з Reality Defender для розробки засобів виявлення та блокування deepfake-аудіо.